# 天主教班巴里教區
天主教班巴里教區（拉丁語：Dioecesis Bambaritana）是中非共和國一個羅馬天主教教區，屬班吉總教區。
教區成立於1965年12月18日，包括瓦卡省、上科托省和瓦卡加省。2006年有教友114,400人（佔轄區總人口31.3%）、十四個堂區、廿四名司鐸。現任教區主教為爱德华·马修斯。